# Hülya Vurnal İkizgül
Hülya Vurnal İkizgül, (Istanbul, 1967) és una artista plàstica turca, especialment treballant sobre el mosaic però també la pintura i la escultura. Es va graduar pel Departament de Pintura de la Universitat de Marmara, en Istanbul, el 1990.

## Obres

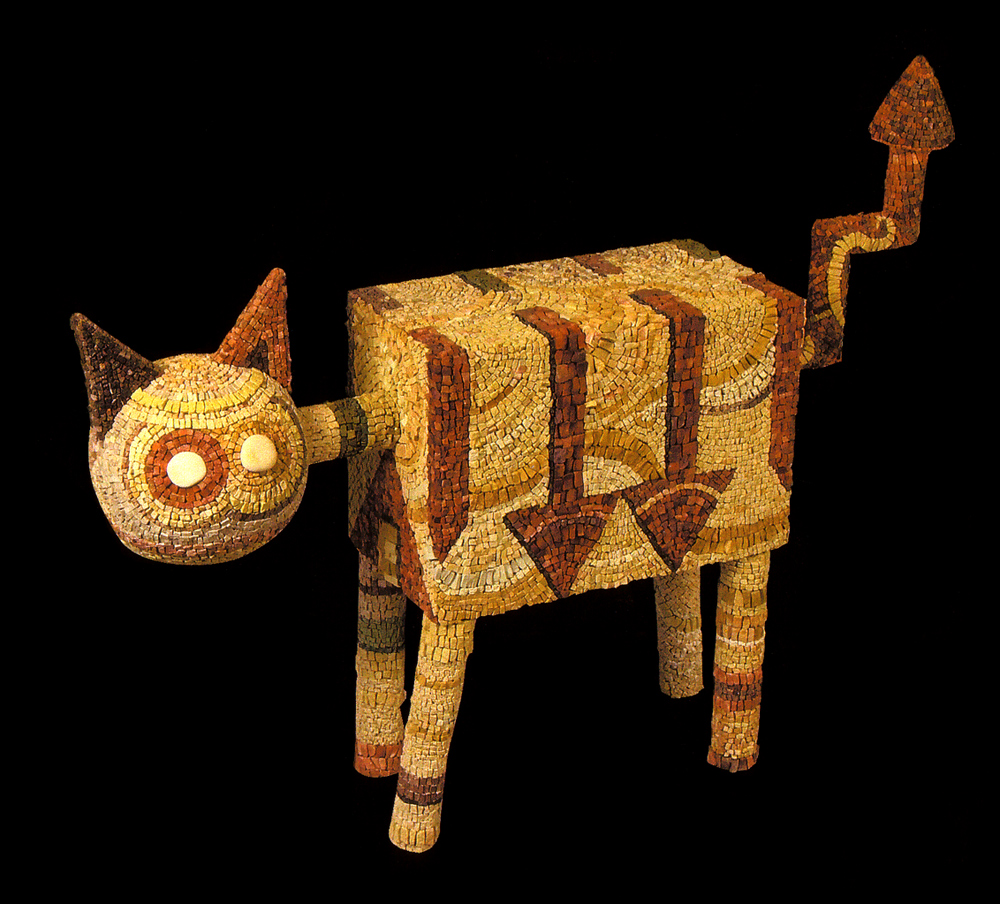
El gat
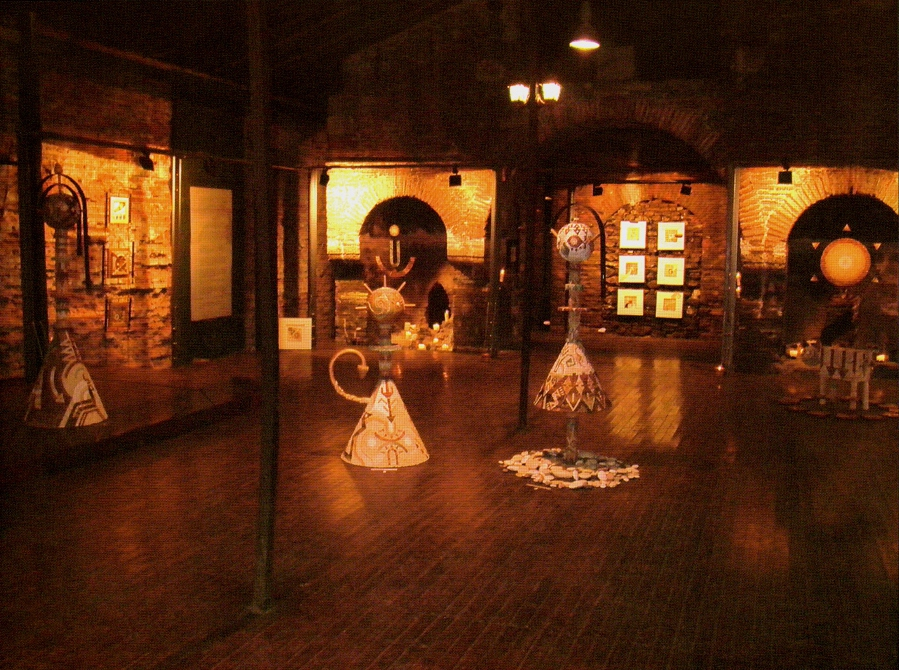
Exposició a Darphane-i Amire (Seca otomà)